# San Francisco State University
Die San Francisco State University (SFSU) ist eine staatliche Universität in San Francisco im US-Bundesstaat Kalifornien. Die Gründung erfolgte im Jahr 1899; damit ist diese der viertälteste Campus des California-State-University-Systems. Derzeit (Stand 2020) sind 26.620 Studenten eingeschrieben, davon absolvieren 2.976 Studenten ein postgraduales Studium. An der SFSU gibt 118 verschiedene Bachelor- und 94 Masterstudiengänge. Der 12 Hochschulsportteams der Universität treten in der NCAA Division II meist als Mitglieder der California Collegiate Athletic Association an.

## Universitäre Einrichtungen
Der ca. 52 Hektar große Hauptcampus befindet sich ca. 2 km von der Pazifikküste entfernt im südwestlichen Teil von San Francisco. Weitere Einrichtungen der Universität sind der Downtown Campus in der Spears Street mit dem College of Extended Learning. Das Estuary & Ocean Science Center des Romberg Tiburon Campus in Tiburon und der San Francisco State Sierra Nevada Field Campus bei Bassetts dort finden vor allem Kurse für die Bereiche Biodiversität, Geowissenschaften, Hydrologie und Astronomie statt.

## Studienangebot

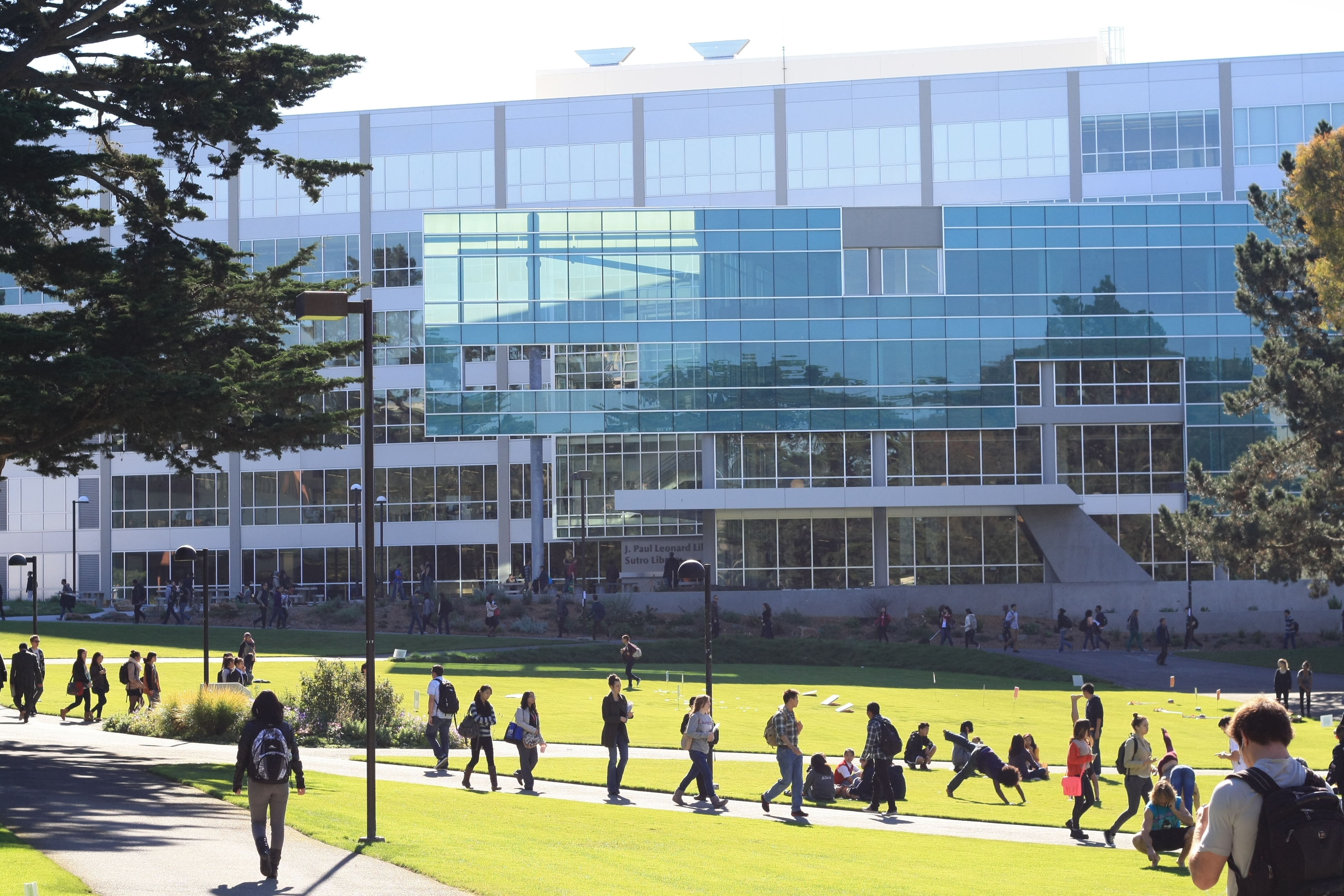
SFSU-Campus im November 2012

Das Studienangebot umfasst unter anderem
- Ethnische Studien
- Geisteswissenschaften
- Journalismus
- Gesundheits- und Human Services
- Kreative Künste
- Naturwissenschaften und Ingenieurwesen
- Pädagogik
- Verhaltens- und Sozialwissenschaften
- Wirtschaftswissenschaften

## Sport
Die Hochschulsportteams werden die Gators genannt. Die 12 Mannschaften der Universität treten in der NCAA Division II meist als Mitglieder der California Collegiate Athletic Association an.
Die einzige Ausnahme ist das Ringer-Team, diese Mannschaft ist Mitglied in der Rocky Mountain Athletic Conference, seit der Saison 1964/65 konnte sich immer mindestens ein Ringer sich für die NCAA Nationals qualifizieren, erst 2017 ist diese Serie gerissen
Die Spiele der Fußballmannschaften der Männer und Frauen und die Wettkämpfe der Leichtathleten finden im Cox Stadium statt.

## Persönlichkeiten
Politik
- Saeb Erekat (1955–2020) – führendes Mitglied der PLO
- Mario Savio (1942–1996) – Aktivist

Fotografie
- Jack Welpott (1923–2007) – Fotograf

Journalismus
- Jose Antonio Vargas (* 1981) – Aktivist und Pulitzer-Preisträger
- Jane Reichhold (1937–2016), US-amerikanische Objektkünstlerin und Haiku-Poetin

Unterhaltung
- Annette Bening (* 1958) – Schauspielerin
- David Carradine (1936–2009) – Schauspieler
- Dana Carvey (* 1955) – Komiker
- Margaret Cho (* 1968) – Komikerin
- Peter Coyote (* 1941) – Schauspieler, Autor
- Keir Dullea (* 1936) – Schauspieler
- Danny Glover (* 1946) – Schauspieler
- Nina Hartley (* 1959) – Schauspielerin
- Delroy Lindo (* 1952) – Schauspieler

Wissenschaft und Technik
- Yvonne Cagle (* 1959) – Medizinerin und Astronautin[8]
- Debra Fischer (* 1953) – Astronomin, Professorin an der Yale University[9]
- Gerta Keller (* 1945) – Geologin, Paläontologin und Professorin an der Princeton University[10]
- Stanley Mazor (* 1941) – Mathematiker, Mitentwickler des Intel 8080
- Jayshree Ullal (* 1961) – indisch-amerikanische Ingenieurin, Präsidentin und CEO von Arista Networks

Literatur
- Anne Rice (1941–2021) – Autorin

Musik
- Fat Mike (* 1967) – Sänger von NOFX
- Johnny Mathis (* 1935) – Musiker
- Richard Maxfield (1927–1969) – Komponist
- Terry Riley (* 1935) – Komponist
- Cal Tjader (1925–1982) – Jazz-Sänger